# ヤン・フート
ヤン・フート（Jan Hoet、1936年6月23日 - 2014年2月27日）はベルギーの現代美術キュレーター。

## 概要
1936年、ベルギー、ルーヴェン生まれ。
1975年、ベルギー初の現代美術を専門とする美術館、ゲント現代美術館の創設に関わる。
以後、2003年までゲント現代美術館ディレクター。
1992年、ドクメンタ9のチーフキュレーター。

## 企画
「シャンブル・ダミ」展
『友達の部屋［Chambres d’Amis］』展
『水の波紋95』展
『視覚の裏側』展
「ヤン・フートＩＮ鶴来 —現在美術と街空間—」
「ヤン・フートのキュレーター大学」